# Station Darton
Darton is een spoorwegstation van National Rail in Darton, Barnsley in Engeland. Het station is eigendom van Network Rail en wordt beheerd door Northern Rail. 